# アヌーク・ルペール
アヌーク・ルペール（Anouck Lepere、1979年2月14日 - ）は、ベルギーのアントウェルペン出身の女性ファッションモデル。

## 経歴
アントウェルペンで建築について勉強していたときに友人であるドリス・ヴァン・ノッテンとオリヴィエ・テイスケンにモデルの仕事をやってみないかと誘われ、2000年にパリで最初にモデルをし、IMGモデルズと契約を結んだ。また、ヒューゴ・ボスの"Woman"や"Deep Red"などの香水のモデルをマリオ・テスティーノ、スティーヴン・マイゼル、イネス・ファン・ラムズウィールドなどとした。
雑誌でもヴォーグ、ハーパース・バザー、マリ・クレール、フランス語版PLAYBOYなどの表紙を務めた。